# Carl Spöhrer
Carl Spöhrer (* 13. August 1849 in Hörgenau; † 24. Januar 1912 in Calw) war Realschullehrer, Kaufmann und Gründer der Höheren Handelsschule Calw.

## Leben und Wirken
Carl Spöhrer war zunächst in Würzburg als Realschullehrer und Kaufmann tätig. 1875 kam er vor dem Hintergrund der fortschreitenden Industrialisierung, die eine fachorientierte Ausbildung erforderlich machte, mit einem fertigen Plan zur Gründung einer Handelsschule nach Calw. Der Unterricht an der neu gegründeten privaten Schule begann am 22. Mai 1876. Im ersten Jahr fand der Unterricht in zwei Halbjahreskursen als eine Art Vorschule statt. Im Anschluss daran begann die eigentliche Handelsschule mit vier weiteren Kursen. Die Unterrichtsfächer waren Rechnungswesen, Betriebswirtschaftslehre, Mathematik, Rechtskunde und Sprachen.  Der Schule wurde bald ein Internat für auswärtige Schüler angegliedert. 1878 wurde mangels Platz ein weiteres Unterrichtsgebäude in der Calwer Badstraße angekauft. Schließlich bestand die Schule aus insgesamt zehn Gebäuden, die 1896 um einen Sportplatz und ein Jahr später durch eine Badeanstalt ergänzt wurden.
Spöhrer war darüber hinaus Vorstand des Bezirks-, Handels- und Gewerbevereins sowie Mitglied und Aufsichtsrat der Spar- und Vorschussbank. Er gehörte dem Schwarzwaldverein und dem Verschönerungsverein an.
Aus gesundheitlichen Gründen verkaufte Spöhrer die Schule 1901 an den Reallehrer Gustav Weber. 1903 zog er kurzzeitig nach Pforzheim, wo er sich an einer Maschinenfabrik beteiligte. Ein Jahr später gründete er in Tuttlingen eine Höhere Mädchenschule, die er bis zu seinem Tod leitete.